# 个旧市第一高级中学
23°21′34″N 103°08′50″E / 23.35954°N 103.14712°E
个旧市第一高级中学（简称个旧一中），位于中华人民共和国云南省个旧市，是云南省一级一等普通高级中学。

## 沿革
1938年9月，省立个旧简易师范学校建立，后增设县立初级中学。1951年1月，与私立云锡中学合并为云南省个旧中学。1957年8月，更名为个旧第一中学。2006年8月改称个旧市第一高级中学。2012年9月停办初中。

## 文化
- 校训：谦诚 朴毅 笃学 笃行
- 理念：以德治教 以人为本
- 校歌：《个旧市一中校歌》集体作词；张元刚、向栋作曲。

## 校友

### 政界
- 吴晓青：中华人民共和国环境保护部副部长，中国民主建国会中央副主席、人口资源环境委员会委员，全国政协委员、人口资源环境委员会委员，原云南省人民政府副省长。
- 熊有德：数学家熊庆来之孙女，法中技术交流协会会长。
- 高峰：云南省人民政府副省长。
- 吴家寿：原云南省纪委副书记。
- 杨伯镛：原中国国家男子篮球队队员，原中国国家女子篮球队总教练、国家体育总局训练竞赛司司长。
- 毛禹功：原云南大学校长助理，发展研究院党委书记。
- 杨寿川：云南省人民政府参事。
- 潘正扬：原思茅地区行署专员、地委书记、云南省政府副秘书长、云南省农业厅厅长、省人大农工委主任。

### 军界
- 刘玉明：山西省军分区司令。
- 吕义伟：成都军区驻昆明某部长。
- 杜家武：中国人民解放军正师职军官，大校。

### 学界
- 吕炳朝：上海工业大学、电子科技大学教授。
- 林锡伟：美国加州大学研究员。
- 张永俐：研究员，博士生导师。
- 王长勇：昆明钢铁集团有限责任公司董事长兼党委书记，中华人民共和国国务院特殊津贴专家。
- 王琰：美国匹兹堡大学、美国中佛罗里达大学教授、博士生导师。
- 李琦：北京大学遥感研究所教授、博士生导师。
- 张跃：原云南大学民族研究院副院长、人文学院党委书记。
- 吕春潮：原中国科学院昆明植物研究所所长秘书、科研处处长、副所长。
- 保继刚：中山大学地理科学与规划学院院长、旅游学院院长，中山大学校长助理，中山大学珠海校区管委会主任、中国地理学会副理事长、广东地理学会理事长。
- 饶明：加拿大阿尔伯特大学终身教授，中华人民共和国国务院顾问。
- 赵忠：中国人民大学劳动人事学院教授，博士生导师。
- 刑薇：加拿大多伦多大学教师。